# Hickory (Oklahoma)
Hickory – miasto w Stanach Zjednoczonych, w stanie Oklahoma, w hrabstwie Murray.